# Passo Baydar

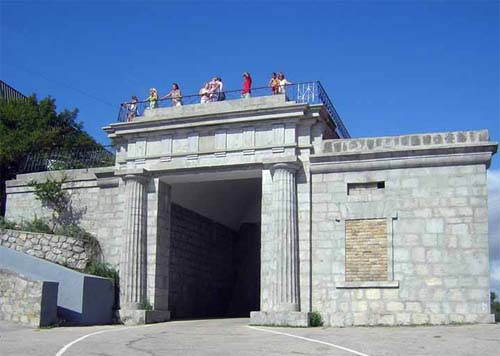
I Propilei al Passo Baydar. 2008

Il Passo Baydar (in ucraino: Байда́рські воро́та, Bajdars'ki voróta; in russo: Байда́рские воро́та, Bajdarskie voróta;  in tataro di Crimea: Байдар богъазы, Baydar boğazı), alto 503 m s.l.m. è un valico montano posto nei Monti della Crimea, che collega la Valle di Bajdar con la costa del Mar Nero. Il passo è attorniato dal Monte Chelebi (alto 657 m) e dal Monte Chku-Bair (705 m).
Attraverso questo valico passava la vecchia strada di collegamento tra Jalta e Sebastopoli, costruita nel corso del decennio del 1830. 
Nel 1848, al completamento della strada, sul valico fu costruita un'imponente struttura architettonica chiamata i Propilei, realizzata utilizzando come pietra il calcare di provenienza locale. Dalla struttura, edificata in stile Neoclassico, si ha una vista scenica sulla chiesa della Resurrezione del vicino paesino di Foros, posta su una scogliera di 400 m a picco sulla costa del Mar Nero.
Dopo l'apertura della nuova variante della strada, il traffico viene deviato attraverso il vicino Passo Laspi e il Baydar non viene praticamente più utilizzato.